# Listă de filme britanice din 2011
Aceasta este o listă de filme britanice din 2011:

## Lista
| Titlu                                         | Regizor            | Actori | Gen                             | Premiera          | Note                                    |
| --------------------------------------------- | ------------------ | --- | ------------------------------- | ----------------- | --------------------------------------- |
| Age of Heroes                                 | Adrian Vitoria     | Sean Bean, Danny Dyer | War                             | 20 mai            |                                         |
| Albatross                                     | Niall MacCormick   | Jessica Brown Findlay, Felicity Jones, Julia Ormond                                                                                   | Drama                           | 14 octombrie      |                                         |
| Albert Nobbs                                  | Rodrigo Garcia     | Glenn Close, Mia Wasikowska, Aaron Johnson                                                                                            | Drama                           | 2 septembrie      |                                         |
| Anonymous                                     | Roland Emmerich    | Rhys Ifans, Vanessa Redgrave | dramă, film istoric             | 28 octombrie      |                                         |
| Anuvahood                                     | Adam Deacon        | Paul Kaye, Adam Deacon, Femi Oyeniran, Ollie Barbieri, Ashley Walters                                                                 | Comedie                         | 18 martie         |                                         |
| Arthur Christmas                              | Sarah Smith        | James McAvoy, Hugh Laurie, Jim Broadbent, Bill Nighy, Imelda Staunton, Ashley Jensen                                                  | 3-D computer animated           | 11 November       |                                         |
| Attack the Block                              | Joe Cornish        | John Boyega, Jodie Whittaker, Nick Frost, Luke Treadaway                                                                              | Science fiction, Horror, Comedy | 13 mai            |                                         |
| The Awakening                                 | Nick Murphy        | Rebecca Hall, Dominic West | Thriller                        | 11 November       |                                         |
| Blitz                                         | Elliott Lester     | Jason Statham, Paddy Considine, Aidan Gillen, David Morrissey, Zawe Ashton                                                            | Thriller                        | 20 May            |                                         |
| Burning Man                                   | Jonathan Teplitzky | Matthew Goode, Bojana Novakovic | Comedy/Drama                    | TBA               | Co-production with Australia            |
| Coriolanus                                    | Ralph Fiennes      | Ralph Fiennes, Gerard Butler | Drama                           | 14 February       |                                         |
| Cuckoo                                        | Richard Bracewell  | Richard E. Grant, Laura Fraser, Tamsin Greig, Antonia Bernath, Adam F                                                                 | Thriller                        | 28 February       |                                         |
| The Deep Blue Sea                             | Terence Davies     | Rachel Weisz, Tom Hiddleston | Drama                           | 25 November (UK)  |                                         |
| The Eagle                                     | Kevin Macdonald    | Channing Tatum, Jamie Bell, Donald Sutherland, Mark Strong                                                                            | Historical epic                 | 25 March          |                                         |
| Gnomeo & Juliet                               | Kelly Asbury       | James McAvoy, Emily Blunt, Richard Wilson, Julie Walters, Jason Statham, Ashley Jensen, Hulk Hogan                                    | Animated fantasy                | 11 February       |                                         |
| Harry Potter and the Deathly Hallows: Part II | David Yates        | Daniel Radcliffe, Rupert Grint, Emma Watson                                                                                           | Fantasy                         | 15 July           |                                         |
| Horrid Henry: The Movie                       | Nick Moore         | Anjelica Huston, Theo Stevenson, Mathew Horne, Richard E. Grant, Noel Fielding, Dick & Dom, Jo Brand, Kimberly Walsh, Parminder Nagra | Family/Comedy                   | 29 July           |                                         |
| Hysteria                                      | Tanya Wexler       | Hugh Dancy, Maggie Gyllenhaal, Rupert Everett, Felicity Jones                                                                         | Comedy                          | 15 September      |                                         |
| The Inbetweeners Movie                        | Ben Palmer         | Simon Bird, Joe Thomas, James Buckley, Blake Harrison, Emily Head, Greg Davies, Anthony Head                                          | Comedy                          | 17 August         | Based on the E4 sitcom The Inbetweeners |
| Jane Eyre                                     | Cary Fukunaga      | Mia Wasikowska, Michael Fassbender, Jamie Bell, Judi Dench, Sally Hawkins, Simon McBurney, Imogen Poots,                              | Romance                         | 9 September       |                                         |
| Johnny English Reborn                         | Oliver Parker      | Rowan Atkinson, Dominic West, Gillian Anderson, Rosamund Pike                                                                         | Action Comedy                   | 7 October         | Sequel to 2003's Johnny English         |
| Killer Elite                                  | Gary McKendry      | Jason Statham, Clive Owen, Robert De Niro, Yvonne Strahovski, Dominic Purcell                                                         | Action                          | 23 September      |                                         |
| Kill List                                     | Ben Wheatley       | Neil Maskell, Michael Smiley, Emma Fryer                                                                                              | Thriller                        | 02 September      |                                         |
| Ironclad                                      | Jonathan English   | Paul Giamatti, Jason Flemyng | Historical/Action               | 4 March           |                                         |
| Love's Kitchen                                | James Hacking      | Dougray Scott, Claire Forlani, Gordon Ramsay                                                                                          | Romantic comedy                 | 24 June           |                                         |
| My Week With Marilyn                          | Simon Curtis       | Michelle Williams, Kenneth Branagh, Eddie Redmayne, Dominic Cooper, Dougray Scott, Judi Dench, Emma Watson                            | Drama                           | 23 November       |                                         |
| Outside Bet                                   | Sacha Bennett      | Bob Hoskins, Jenny Agutter | Drama                           | 25 November       |                                         |
| Paul                                          | Greg Mottola       | Simon Pegg, Nick Frost, Seth Rogen, Kristen Wiig, Bill Hader, Jason Bateman, Jeffrey Tambor, Jane Lynch, Sigourney Weaver             | Science fiction comedy          | 14 February       |                                         |
| Perfect Sense                                 | David Mackenzie    | Eva Green, Ewan McGregor | Romantic drama                  | 24 January        |                                         |
| Retreat                                       | Carl Tibbetts      | Cillian Murphy, Thandie Newton, Jamie Bell, Jimmy Yuill                                                                               | Thriller                        | 14 October        |                                         |
| Risen                                         | Neil Jones         | Stuart Brennan, Shane Richie | Sports                          | 13 May            |                                         |
| Salmon Fishing in the Yemen                   | Lasse Hallström    | Ewan McGregor, Emily Blunt | Drama                           | September 2011    |                                         |
| Senna                                         | Asif Kapadia       | Ayrton Senna | Documentary                     | 7 October (Japan) |                                         |
| Screwed                                       | Reg Traviss        | James D'Arcy, Noel Clarke | Drama                           | 3 June            |                                         |
| Swinging with the Finkels                     | Jonathan Newman    | Mandy Moore, Martin Freeman | Comedy                          | 17 June           |                                         |
| Tinker, Tailor, Soldier, Spy                  | Tomas Alfredson    | Gary Oldman, Colin Firth, Tom Hardy, Benedict Cumberbatch, Stephen Graham                                                             | Thriller                        | 16 September      |                                         |
| The Veteran                                   | Matthew Hope       | Toby Kebbell, Brian Cox | Thriller                        | 29 April          |                                         |
| The Wake Wood                                 | David Keating      | Timothy Spall, Aidan Gillen, Eva Birthistle, Dan Gordon                                                                               | Horror                          | 25 March          |                                         |
| We Need to Talk about Kevin                   | Lynne Ramsay       | Tilda Swinton, John C. Reilly, Ezra Miller                                                                                            | Drama, Thriller                 | 21 October        |                                         |
| Will                                          | Ellen Perry        | Damian Lewis, Bob Hoskins | Sports/Drama                    | 21 October        |                                         |
| Wuthering Heights                             | Andrea Arnold      | Kaya Scodelario, James Howson | Drama                           | 11 November       |                                         |